# Стена (роман)
Стена́ (нем. Die Wand) — роман 1963 года, написанный австрийской писательницей Марлен Хаусхофер в жанре антиутопии. Считается её лучшей работой. За этот роман она была награждена премией Артура Шницлера. Награждение премией и чтение романа по Австрийскому радио способствовали росту популярности Хаусхофер. Роман «Стена» смог занять второе место в списке бестселлеров журнала Spiegel.

## Сюжет
Главная героиня романа — женщина сорока лет, имя которой не упоминается. Приезжает к своей кузине и её мужу в австрийские горы, чтобы провести там выходные в охотничьем домике. На следующее утро женщина обнаруживает, что осталась одна с собакой своей кузины по кличке Лукс. Пытаясь найти других людей, она сталкивается с прозрачной стеной, которая отрезала её от остального мира. Вся жизнь снаружи кажется мёртвой, единственный человек, которого она смогла углядеть в бинокль, кажется замороженным. Ей кажется, что неизвестный катаклизм убил всё живое за стеной. Она оказывается в полном одиночестве, в равной мере защищённая и захваченная невидимой стеной.
Все попытки героини выбраться из ловушки проваливаются. С собакой, кошкой и беременной коровой, её единственными компаньонами, она пытается выжить и смириться с ситуацией. Ей приходится учиться самостоятельно добывать всё необходимое для жизни из сада и окружающего её леса. Чтобы преодолеть страх и одиночество, она пишет дневник, не зная, прочитает ли его кто-нибудь.
Ближе к концу романа появляется другой человек, первый и единственный за всё повествование. Он убивает её собаку и телёнка, по-видимому, без причины. Она стреляет в него, возможно, лишая себя единственного шанса когда-либо снова встретить другого человека.
История заканчивается записью в дневнике о том, что корова снова беременна и, как надеется героиня, кошка будет иметь новых котят. Дальнейшая судьба женщины остаётся неизвестной.

## Критика
Критики по-разному интерпретируют роман Марлен Хаусхофер «Стена». Некоторые понимают его как довольно радикальную критику современной цивилизации. Главная героиня вынуждена вернуться к более естественному образу жизни, видя как бесполезными становятся обычные вещи в таких ситуациях, как жизнь в городе делает людей «непригодными для жизни в гармонии с природой». Автомобиль Mercedes Benz, на котором она прибыла в горы, медленно зарастает растениями. «Стена», изолировавшая героиню от цивилизации, в то же время даёт ей возможность изменить и пересмотреть свои приоритеты. Другие описывают книгу Марлен Хаусхофер как «роман воспитания» XX века, который исследует «психологические, а не социально-исторические аспекты процесса взросления героини».
В своём автобиографическом романе для детей «Небо без конца» (нем. Himmel, der nirgendwo endet, 1966) Хаусхофер описывает увеличение расстояния между дочерью и матерью как «стену» между ними, которая не может быть прорвана легко. С этой точки зрения «Стена» может рассматриваться как метафора одиночества человека.
Роман оказал влияние на таких авторов, как лауреата Нобелевской премии Эльфрида Елинек, которая посвятила Хаусхофер одну из 5 своих пьес Prinzessinnendramen, специально со ссылкой на «Стену».

## Переводы
Роман «Стена» был переведён на 19 языков. Перевод на английский язык, сделанный североирландским переводчиком Шоном Уайтсайдом, был опубликован независимым американским издательством Cleis Press в 1990 году.
В России роман «Стена» впервые был издан петербургским издательством «Фантакт» в 1994 году в серии «Австрийская библиотека в Санкт-Петербурге». На русский язык роман перевела Елена Крепак.

## Награды
- 1963 — премия Артура Шницлера (нем. Arthur-Schnitzler-Preis)[8][1]

## Экранизации
- 2012 — «Стена» / Die Wand[9]